# ليندسي كارليسلي
ليندسي كارليسلي (بالإنجليزية: Lindsey Carlisle) هي لاعب هوكي الحقل جنوب أفريقية، ولدت في 22 أبريل 1969.

## وصلات خارجية
- ليندسي كارليسلي على موقع الاتحاد الدولي للهوكي (الإنجليزية)
- ليندسي كارليسلي على موقع أوليمبيديا (الإنجليزية)
- ليندسي كارليسلي على موقع اتحاد ألعاب الكومنولث (مؤرشف) (الإنجليزية)
- ليندسي كارليسلي على موقع دورة ألعاب الكومنولث 2006 (مؤرشف) (الإنجليزية)